# أودري تيراس
أودري آن تيراس (بالإنجليزية: Audrey Terras)‏ (من مواليد 10 سبتمبر/ أيلول 1942) هي عالمة رياضيات أمريكيّة تعمل بشكلٍ رئيسيّ في نظريّة العدد. ركّزت أبحاثها على الشواش الكمومي وعلى أنواع متعدّدة من دوالّ زيتا.

## الحياة والتعليم
ولدت أودري تيراس في العاشر من شهر سبتمبر/ أيلول من عام 1942 في العاصمة الأمريكيّة واشنطن، حصلت في عام 1964 على درجة البكالوريوس في الرياضيّات من جامعة ماريلاند، كوليدج بارك، وحصلت في عام 1966 على درجة الماجستير من جامعة ييل، وعلى درجة الدكتوراه في عام 1970 من نفس الجامعة. صرّحت في مقابلة أجرتها في عام 2008 أنّها قد اختارت دراسة الرياضيّات لأنّ «الحكومة الأمريكيّة تدفع لي! لكن ليس كثيراً! كان ذلك في زمن إطلاق قمر سبوتنيك، لقد كنّا بحاجة إلى المزيد من علماء الرياضيّات، وعندما كنت في حيرة من أمري لاختيار مجال للتخصّص بين الرياضيّات والتاريخ، لم يدفعوا لي مقابل دراستي للتاريخ، بل دفعوا لي مقابل دراستي للرياضيّات».

## الحياة المهنيّة
التحقت أودي تيراس في عام 1972 بجامعة كاليفورنيا، سان دييغو كأستاذٍ مساعد، وهي الآن أستاذ متفرّغ في نفس الجامعة. كان أستاذ تيراس سيجاتيكو كورودا ملهماً لها في فترة الدراسة الجامعيّة لتصبح منظّرة في نظريّة الأعداد، توجّهت اهتماماتها بشكلٍ خاصّ إلى استخدام النظريّة التحليليّة للأعداد من أجل الحصول على نتائج جبريّة، وتتمثّل اهتماماتها البحثيّة اليوم في نظريّة الأعداد، وتطبيق التحليل التوافقيّ على الفضاءات المتناظرة والزمرة المتناهية، والدوالّ الخاصّة ونظريّة الرسم البياني الجبريّة، والرسوم البيانيّة لدوالّ زيتا، ونظريّة الشواش الكمّيّ الحسابيّة، وصيغة أثر سیلبرج.

## تقديرات
تمّ انتخاب تيراس في عام 1982 كزميلٍ للجمعيّة الأمريكية لتقدّم العلوم (FAAAS) [] وأصبحت في عام 2000 المتحدّث الرسميّ في الشواش الكموميّ المحدود في كلّ من جمعيّة المرأة للرياضيّات، وجمعيّة الرياضيّات الأمريكيّة، وسلسلة جوائز إيتا ز.فالكونز، وكانت مُحاضِرة نويثر في جمعية المرأة للرياضيّات في عام 2008 بموضوع «المرح مع دوالّ زيتا ورسومها البيانيّة». أصبحت تيراس في عام 2012 زميلاً في مجتمع الرياضيّات الأمريكي. وهي واحدة من الزملاء في جمعيّة المرأة للرياضيّات.

## منشورات مختارة
- كتاب التحليل التوافقي للفراغات المتناظرة وتطبيقاته - الجزء الأوّل. طُبع في دار نشر سبرينجر في برلين عام 1985 برقم دولي معياري للكتاب ISBN 978-0-387-96159-0.[12]
- كتاب التحليل التوافقي للفراغات المتناظرة وتطبيقاته - الجزء الثاني. طُبع في دار نشر سبرينجر في برلين عام 1988 برقم دولي معياري للكتاب ISBN 978-0-387-96663-2.[12]
- كتاب تحليل فورييه للمجموعات المحدودة وتطبيقاته. طُبع في مطبعة جامعة كامبرديج عام 1999 برقم دولي معياري للكتاب ISBN 978-0-521-45718-7.
- مقال الشواش الكمومي المحدود، نُشر في مجلّة الرياضيّات الأمريكيّة الشهريّة في العاصمة الأمريكيّة واشنطن، وحاضرت به في جمعيّة الرياضيّات الأمريكيّة، مُعرّف بشكل رقميّ بالرمز :10.2307/2695325 وبرقم دوليّ معياريّ للمطبوعات 0002-9890. وقد كتبت هذا المقال بالاعتماد على محاضرتها التي ألقتها ضمن سلسلسة محاضرات إيتا ز. فالكونز في عام 2000.
- مسودّة كتاب حول الرسومات البيانيّة لدوالّ زيتا حمل اسم (نزهة في حديقة الرسومات البيانيّة لدوالّ زيتا)، طُبع في جامعة كاليفورنيا، سان دييغو، والبيانات ذات الصلة مأخوذة في 26-05-2009.